# Punto di fuga (album)
Punto di fuga è un album musicale di Roberto Tardito, pubblicato nel 2012.

## L'album
L'album viene registrato tra l'estate 2011 e l'inverno successivo, coinvolgendo alcuni musicisti statunitensi. Per la prima volta nella produzione dell'artista viene fatto largo uso delle chitarre elettriche e vengono introdotti alcuni sintetizzatori storici come il CS-80, il Prophet e i Moog Modular.
La canzone Reginella è ispirata alla tormentata storia d'amore tra Reginella, sovrana di Pacificus e Paperino, creata dallo sceneggiatore Rodolfo Cimino e il disegnatore Giorgio Cavazzano in quattro storie, tra il 1972 e e il 1992.

## Tracce
Testi e musiche di Roberto Tardito.
1. Iris – 3:58
2. Se c'è una cosa che odio – 4:25
3. Maria è nuda – 3:39
4. La miniera – 3:34
5. Allunga la mano – 3:53
6. Reginella – 4:48
7. Alto tradimento – 3:14
8. Barocco – 4:36
9. Meridéz – 3:37
10. Lettera dalla Cattedrale di St. Paul in costruzione – 2:20

## Formazione
- Steve Cooper – batteria, percussioni
- Lisa Maria Gomez – flauto
- Riccardo Galardini – chitarre acustiche, chitarre classiche, slide
- Yuri Kovalev – cymbalom
- Carlos Meza – percussioni
- Peter Sitka – basso, contrabbasso
- Milen Slavov – fisarmonica
- Nathan Steers – chitarre elettriche, dobro
- Roberto Tardito – voce, chitarre acustiche, chitarre classiche, chitarre elettriche, bouzouki, organo hammond, pianoforte, synth
- Brian Wares – armonica

## Produzione
- Hans Walfridsson – mix
- Chris Stillmant – mastering
- Alessandro Mino – copertina
- Annarita Migliaccio – fotografie